# Mashonaland East
Mashonaland East (östra Mashonaland) är en av tio provinser i Zimbabwe. Den täcker en yta på 32 230 km² och har en folkmängd på ungefär 1,7 miljoner människor (2022). Provinshuvudstaden är Marondera.
Provinsen är indelad i åtta distrikt, Chikomba, Goromonzi, Marondera, Mudzi, Murehwa, Mutoko, Seke och Wedza.